# Ionuț
Ionuț este un prenume masculin românesc, diminutiv pentru Ion, care se poate referi la:
- Ionuț, personaj din benzi animate.

- Ionuț Adăscăliței
- Ionuț Andrei Radu
- Ionuț Atodiresei
- Ionuț Badea
- Ionuț Balaur
- Ionuț Bâlbă
- Ionuț Boșneag
- Ionuț Budișteanu
- Ionuț Chirilă
- Ionuț Chiva
- Ionuț Ciobanu
- Ionuț Cioinac
- Ionuț Contraș
- Ionuț Costache
- Ionuț Curcă
- Ionuț Dobroiu
- Ionuț Dolănescu
- Ionuț Dumitru
- Ionuț Fulea
- Ionuț Gheorghe
- Ionuț Iftimoaie
- Ionuț Irimia
- Ionuț Luțu
- Ionuț Mazilu
- Ionuț Micu
- Ionuț Mihălăchioae
- Ionuț Mistode
- Ionuț Năstăsie
- Ionuț Neagu
- Ionuț Nedelcearu
- Ionuț Niculescu
- Ionuț Pascu
- Ionuț Pavel
- Ionuț Popa
- Ionuț Popa (fotbalist)
- Ionuț Popa (politician)
- Ionuț Popescu
- Ionuț Popescu (fotbalist)
- Ionuț Rada
- Ionuț Șerban
- Ionuț Stancu
- Ionuț Voicu
- Andrei Ionuț Boroștean
- Cătălin-Ionuț Gârd
- Daniel Ionuț Bărbulescu
- Mircea Ionuț Axente